# Sieb Warner
Sieb Warner (Den Haag, 17 september 1946, echte naam Siebolt Jaques Warntjes) is een Nederlands drummer en zanger. Warner werd bekend als medeoprichter van The Motions in 1964. Zijn eerste professionele band was Willy & his Giants.
Warner was lid van The Atmospheres toen hij in 1964 samen met Rudy Bennett, Robbie van Leeuwen en Henk Smitskamp The Motions oprichtte, die in hetzelfde jaar de eerste single uitbrachten. Met The Motions speelde Warner mee op vier albums, tot hij in 1969 gevraagd werd om Jaap Eggermont op te volgen als drummer van The Golden Earring. Hij zou slechts een jaar bij de Earring spelen, zijn laatste optreden was op het eerste Pinkpopfestival op 18 mei 1970. Hij werd opgevolgd door Cesar Zuiderwijk en keerde de muziek de rug toe. Na werkzaam te zijn geweest in een strokartonfabriek ging hij bij de Informatie Beheer Groep (DUO) in Groningen aan de slag als toekenningsambtenaar studiefinanciering waar hij in 2004 met pensioen ging.
Discografie